# Walshia
Walshia is een geslacht van vlinders uit de familie van de tastermotten (Gelechiidae). De wetenschappelijke naam van het geslacht is voor het eerst geldig gepubliceerd in 1864 door Brackenridge Clemens. Hij noemde het geslacht naar B.D. Walsh, van wie hij drie exemplaren had ontvangen van een soort die hij de naam Walshia amorphella gaf, omdat de larven zich ontwikkelen in gallen op de stengel van Amorpha fruticosa in Noord-Amerika.

## Soorten[2]
- Walshia albicornella Busck, 1914
- Walshia amorphella Clemens, 1864
- Walshia calcarata Walsingham, 1909
- Walshia detracta Walsingham, 1909
- Walshia dispar Hodges, 1961
- Walshia elegans Hodges, 1978
- Walshia exemplata Hodges, 1961
- Walshia floridensis Hodges, 1978
- Walshia miscecolorella (Chambers, 1875)
- Walshia particornella (Busck, 1919)
- Walshia pentapyrga (Meyrick, 1922)
- Walshia similis Hodges, 1961